# Кунабарабран
Кунабарабран (англ. Coonabarabran) — небольшой город в штате Новый Южный Уэльс, Австралия.
Население — 2609 человек (2006), из них 415 — австралийские аборигены. Средний возраст жителей — 43 года.
Городок расположен в 450 км к северо-западу от Сиднея. Первые европейские поселенцы обосновались на месте ещё в 1817 году, сам же Кунабарабран официально был основан в 1859 году Льюисом Гордоном. Название города происходит из языка гамилараай, от слова, обозначающего «фекальные массы».
В 27 км от города расположена обсерватория Сайдинг-Спринг.
Вблизи города расположен одноимённый аэропорт.

## Галерея
- Военный мемориал
- Отель Imperial Hotel
- Отель Coonabarabran
- Пресвитерианская церковь